# Anna Belknap
Anna Belknap (Damariscotta, 22 maggio 1972) è un'attrice statunitense.

## Biografia
Nata in Maine, ha studiato prima nel Vermont e poi ha preso un master in recitazione all'American Conservatory Theater di San Francisco (California). 
È famosa per la sua partecipazione alla serie televisiva CSI: NY, dove ha interpretato il personaggio di Lindsay Monroe e alla serie televisiva Medical Investigation, dove ha interpretato Eva Rossi.
Nel mondo del cinema ha debuttato nel film indipendente The Reality Trip (2005) ed è apparsa anche in Alchemy (2005).
Sposata dal 2004 con Eric Siegel, ha due figli: Olive, nata nel 2007 e George, nato nel 2009.

## Filmografia

### Attrice

#### Cinema
- The Reality Trap, regia di Michael Bergmann (2005)
- Alchemy, regia di Evan Oppenheimer (2005)

#### Televisione
- Homicide (Homicide: Life on the Street) – serie TV, episodio 4x22 (1996)
- Law & Order - I due volti della giustizia (Law & Order) – serie TV, episodio 9x10 (1999)
- Trinity – serie TV, episodio 1x07 (1999)
- Deadline – serie TV, 4 episodi (2000-2001)
- Law & Order - Unità vittime speciali (Law & Order: Special Victims Unit) – serie TV, episodio 2x18 (2001)
- The Education of Max Bickford – serie TV, episodio 1x06 (2001)
- The Handler – serie TV, 16 episodi (2003-2004)
- The Jury – serie TV, episodio 1x07 (2004)
- Medical Investigation – serie TV, 20 episodi (2004-2005)
- CSI: NY – serie TV, 163 episodi (2005-2013)
- The Comeback – serie TV, episodio 1x13 (2005)
- Senza traccia (Without a Trace) – serie TV, episodi 3x23-4x01 (2005)
- Le regole del delitto perfetto (How to Get Away with Murder) – serie TV, episodio 2x07 (2015)
- Hawaii Five-0 - serie TV, episodio 13x05 (2015)
- The Good Doctor - serie TV, episodio 1x16 (2018)
- Chicago Med - serie TV, episodio 5x17 (2020)

### Doppiaggio
- CSI: NY – videogioco (2008)

## Doppiatrici italiane
Nelle versioni in italiano delle opere in cui ha recitato, Anna Belknap è stata doppiata da:
- Monica Ward in Medical Investigation
- Laura Lenghi in CSI: NY
- Carmen Iovine ne Le regole del delitto perfetto
- Perla Liberatori in The Good Doctor
- Claudia Razzi in NCIS: Los Angeles